# Trinitatis Sogn (Fredericia Kommune)
Trinitatis Sogn ist eine Kirchspielsgemeinde (dän.: Sogn) im südlichen Dänemark. Bis 1970 gehörte sie zur Harde Elbo Herred im damaligen Vejle Amt, danach zur Fredericia Kommune im erweiterten Vejle Amt, die im Zuge der Kommunalreform zum 1. Januar 2007 Teil der Region Syddanmark geworden ist.

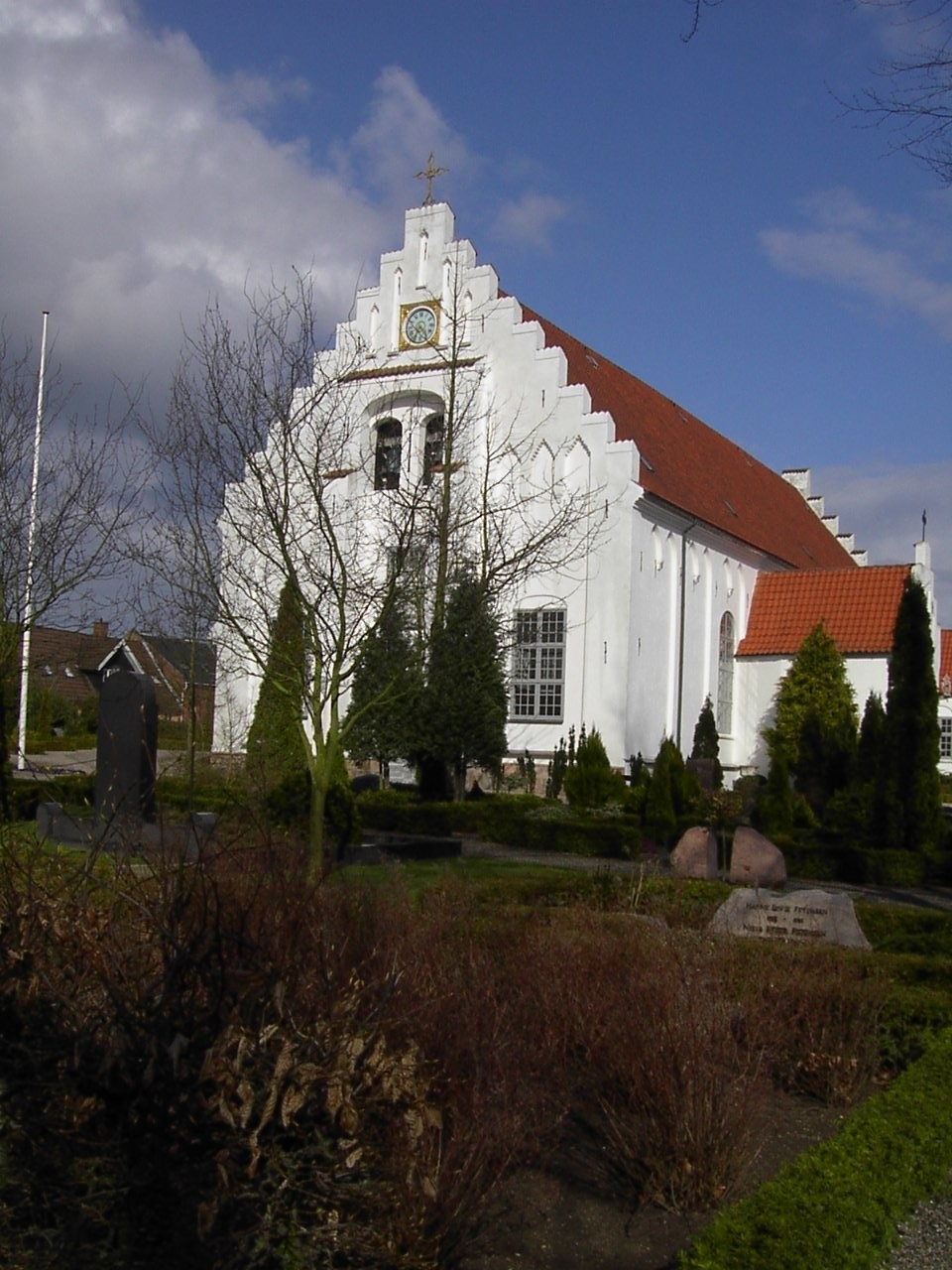
Trinitatis Kirke

Von den 41.243 Einwohnern von Fredericia leben 7046 im Kirchspiel (Stand: 1. Januar 2023). Im Kirchspiel liegt die Kirche „Trinitatis Kirke“.
Nachbargemeinden sind im Norden Christians Sogn und im Westen Sankt Michaelis Sogn.